# 掃除用ロボット

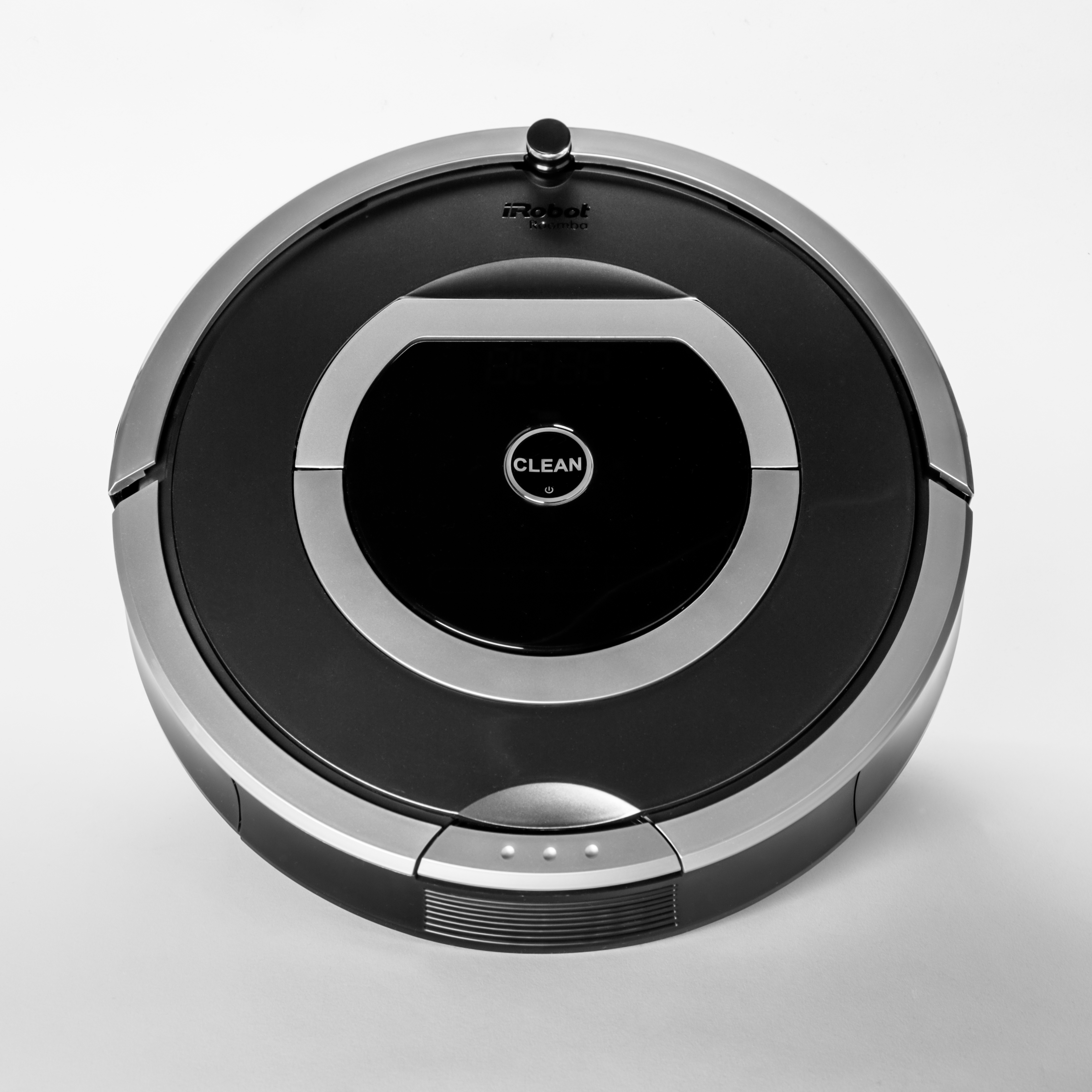
iRobot ルンバ 700シリーズ（2014年）

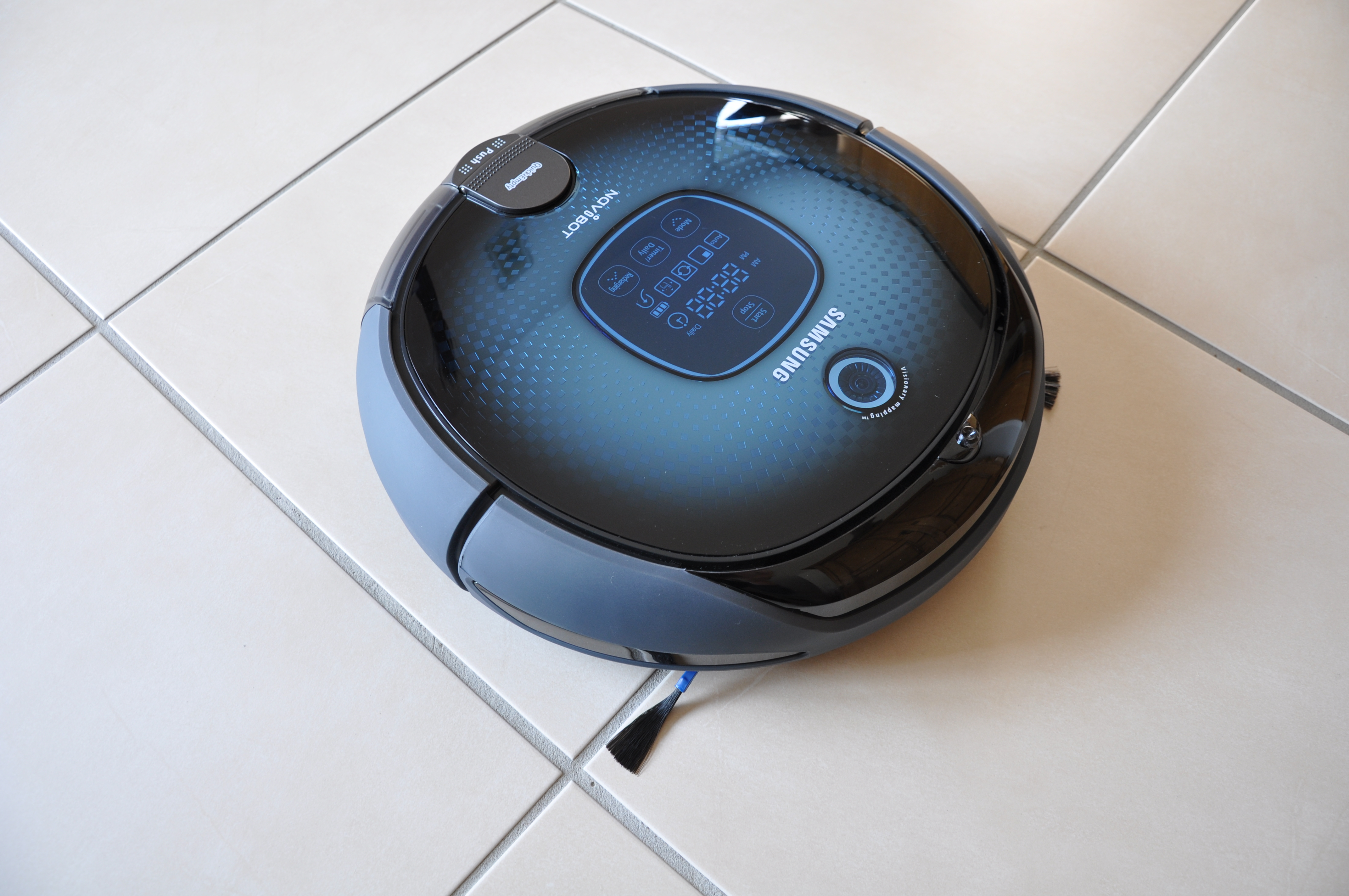
Toshiba Smarbo

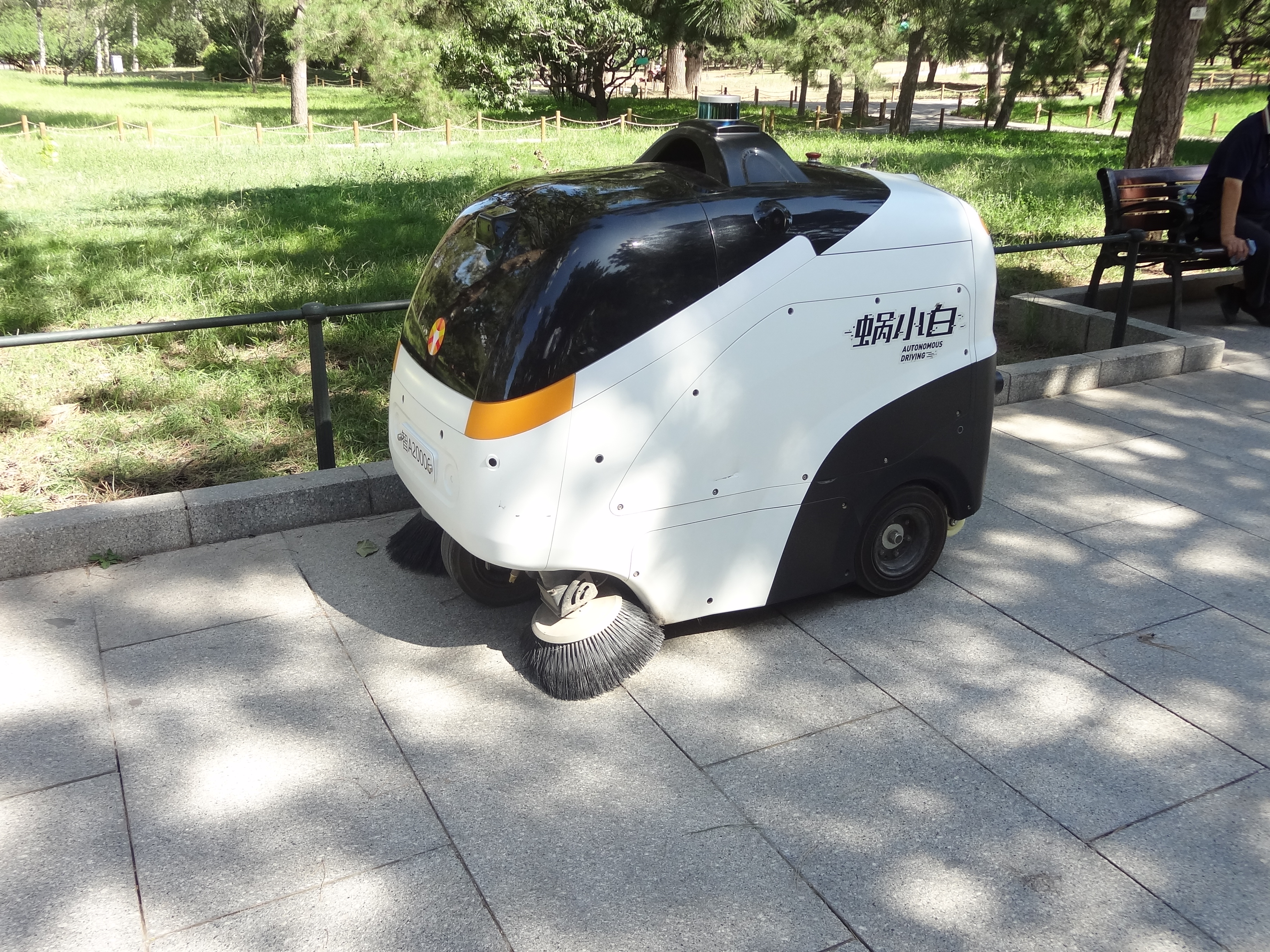
公園の掃除ロボット（中華人民共和国、2019年）

掃除ロボット（そうじロボット、英語: Robotic vacuum cleaner）あるいはロボット掃除機（ロボットそうじき）とは、自動的に動いて掃除をするロボットである。ロボット・クリーナーや掃除用ロボットとも。

## 概要
家庭用と業務用があり、主に床上を這うようにして動くが、自律的である点が従来の電気掃除機と異なる。ゴミや埃の吸引、水拭きそれぞれの専用機と兼用機がある。
多くの場合、ゴミや埃そのものを検知して掃除をしている訳ではない。構造上「部屋の角」については掃除が困難なため、ゴミや埃を完全になくせる仕様にはなっていない。床面に這って低速で移動する構造上、移動の際に周囲に埃を撒きあげることが少なく済み、床全体をまんべんなく移動することで概ね90％以上のスペースを掃除してハウスダストの大半を吸い込み、掃除の手間を軽減することが目的とされている。
住宅、オフィスビルなどの清掃用が一般的であるが、プール清掃を想定している機種もある。
最近では人工知能（AI）を搭載して間取りを学習する機能や、スマートフォンと連携して外出先からの操作や掃除個所の指定が可能な機能などが開発され、注目を浴びている。
人間の労力や時間を省ける反面、人が見ていないところで電気ストーブをつけっぱなしにしてしまうような問題外なユーザが使うと、電気ストーブと掃除機を接触させて火災の原因となったり、液状の汚れを拡散してしまったりするトラブルが起きることもある。
富士経済の推計では、世界全体の市場規模は2019年で1430万台（前年比16％増）で拡大傾向にある。

## 床掃除用

### 家庭用
一般的なタイプについて解説すると、家庭用は、本体内に充電池（バッテリー）を内蔵しており、動作中はコードレスである。充電用のスタンドがあり充電を自動で行う機種もある（後述）。
本体の前方側面にはセンサーを備えることで、家具や壁面を衝突するか又は避けるように床面を自律走行しながら、回転するサイドブラシで塵埃を本体下面に集めて吸引・収集してゆく。ほとんど全ての機種が、階段の縁のような段差をセンサーによって感知し避け、落下することはない。
安価なものはバッテリーが切れるまで走り続けるが、中程度以上のものはタイマーによって動作制御され、自動またはボタン操作で起動して一定時間床面の清掃を行うと自ら充電器内に自走して戻り、次回の起動に備えて充電を行うようになっている。
価格に応じて機能が異なり、前面・側面の物理的な接触センサーに家具などの障害物が（「コツン」や「ゴツン」と）当たると方向転換するようになっていて清掃ルートも認識せずに床面をただランダムに走行するだけの比較的安価なものから、超音波などを用いた（非接触式）距離センサーによって家具などとの距離を測り接触する前に減速したり接触を回避したりする機種、さらには天井の幾何的パターンをカメラで認識することで部屋の（床面の）地図を作製し自機の部屋内での位置もAIで認識し、同一場所の重複清掃をなるべく避け掃除時間を（やや）短縮させる高性能・高価格な機種もある。機種によってはモップを備え水拭きやワックス掛けもできる。
家庭用の価格帯はWEB価格で6千～7千円から7万円程度（2012年12月時点）。低価格機種は清掃の基本機能に特化しているものが多い。高価格の製品は多機能で、毎週指定の曜日の指定時刻に自動的に起動するスケジュール機能も備えているものある。
本体の外形は、ほとんどが直径25cmから38cm程度の薄い円盤型である。ただし円盤型の形状について、ほんの数機種だけ例外があり、ドイツのフォアベルク社のコーボルトは「D型」、パナソニックのルーロはルーローの三角形（いずれも円盤形が苦手としている部屋の四隅の塵も逃さないためである） 。

#### 歴史
伝統的な大手家電企業は当初はロボット掃除機は出しておらず、ベンチャー企業のiRobotや北欧メーカーがニッチを埋める形で商品化を実現してきた歴史がある。
世界での試作やデモの段階

- 日立製作所は、1983年よりロボット掃除機の開発に着手し、1985年にドイツで開催された世界最大の家電専門国際見本市であるドモテクニカ（ドイツ語: Domotechnica）に試作ロボット掃除機HCR-00を出品し、2003年には試作ロボット掃除機HCR-03を発表した。HCR-03は、狭い日本の家屋での使用に考慮し先発他社製品より小型の直径25センチメートルに設計されていた。
- 三洋電機は1986年に家庭用ロボット掃除機の試作機を完成させた。実用的な二次電池がまだ開発されていなかったため、ACコンセントに自動で装脱着する技術が開発された。また、2001年には集塵式の試作ロボット掃除機じそうじ丸を発表した。
- ダイソンは、試作ロボット掃除機DC06を2001年に公表したが、適価での生産が見込めず販売に至らなかった。
- 松下電器産業（現・パナソニック）は、2001年に開発中のロボット掃除機を公開した。売価は「なんとしても50万円以下にしたい」としていた。翌2001年には、世界で初めてのセンサ融合型自律制御システムを搭載した改良機で実証実験を始めると発表した。2009年にも、帝人が前年より商業生産を始めた超極細ナノファイバー「ナノフロント」を用いた試作ロボット掃除機「FUKITORIMUSHI」を発表した。

世界での市販開始

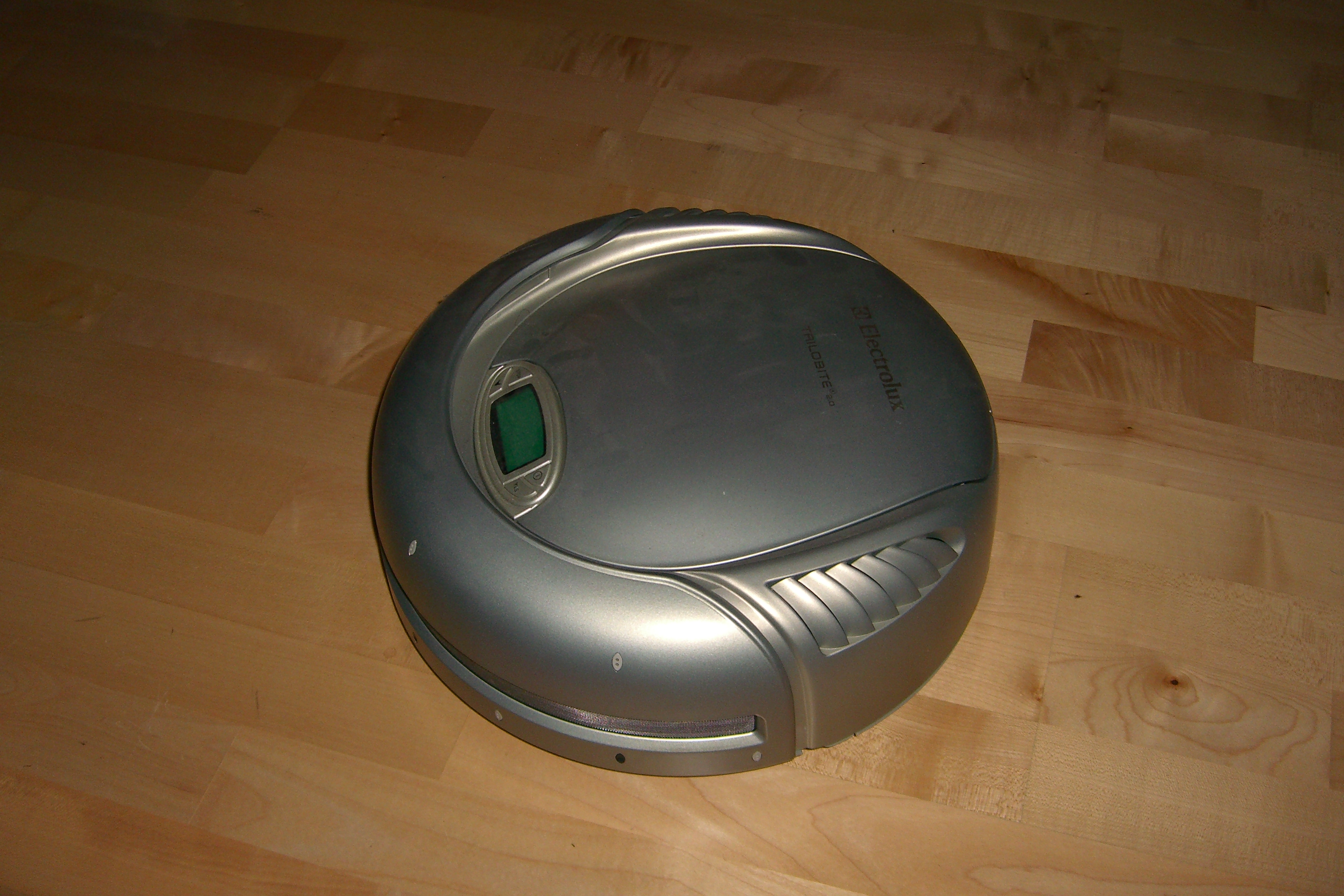
エレクトロラックスのトリロバイト2.0（2004年発表）

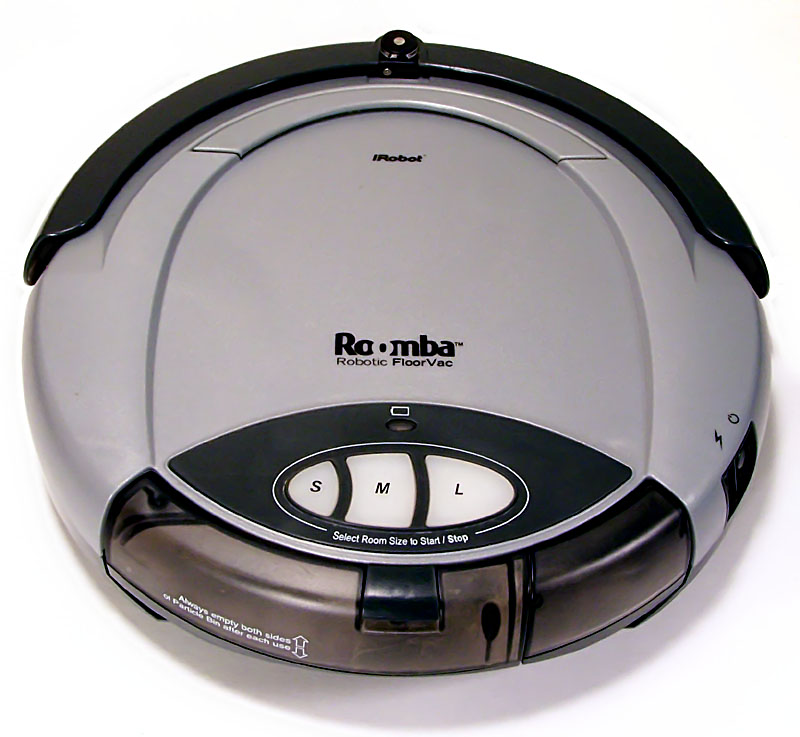
アイロボットのルンバ（2002年発表）

- 世界で初めて市販された家庭用ロボット掃除機は、エレクトロラックス（スウェーデン語: Electrolux）のトリロバイト（ラテン語: Trilobite）である。2001年11月から欧州で、2002年10月からは日本で発売された。
- アイロボット（英語: iRobot）は、米国市場初の市販ロボット掃除機となるルンバ（英語: Roomba・吸塵式）を2002年9月18日に発売した。その後、2005年に床面洗浄式としては世界初の製品となるScooba、2006年に集塵式のDirt Dog、2012年に床拭式のミント（英語: Mint）と、多様な家庭用ロボット掃除機を発売した。
- LG電子（朝鮮語: LG전자）は、韓国市場初の市販ロボット掃除機となるロボキング（朝鮮語: 로봇킹）V-R3000を、2003年4月に発売した。
- ケルヒャー（ドイツ語: Alfred Kärcher）はRoboCleaner RC 3000を欧州で2003年5月から販売を開始した。掃除機本体が集めたゴミを自動で吸い取る充電台兼用のダストステーションが付属する。
- エボリューション・ロボティックス（英語: Evolution Robotics）は、2010年に床拭きロボット掃除機ミント（英語: Mint）を発売した。その後、2012年にエボリューション・ロボティックスはアイロボットに買収され、ミント製品群はアイロボットの販売網で販売されることとなった。

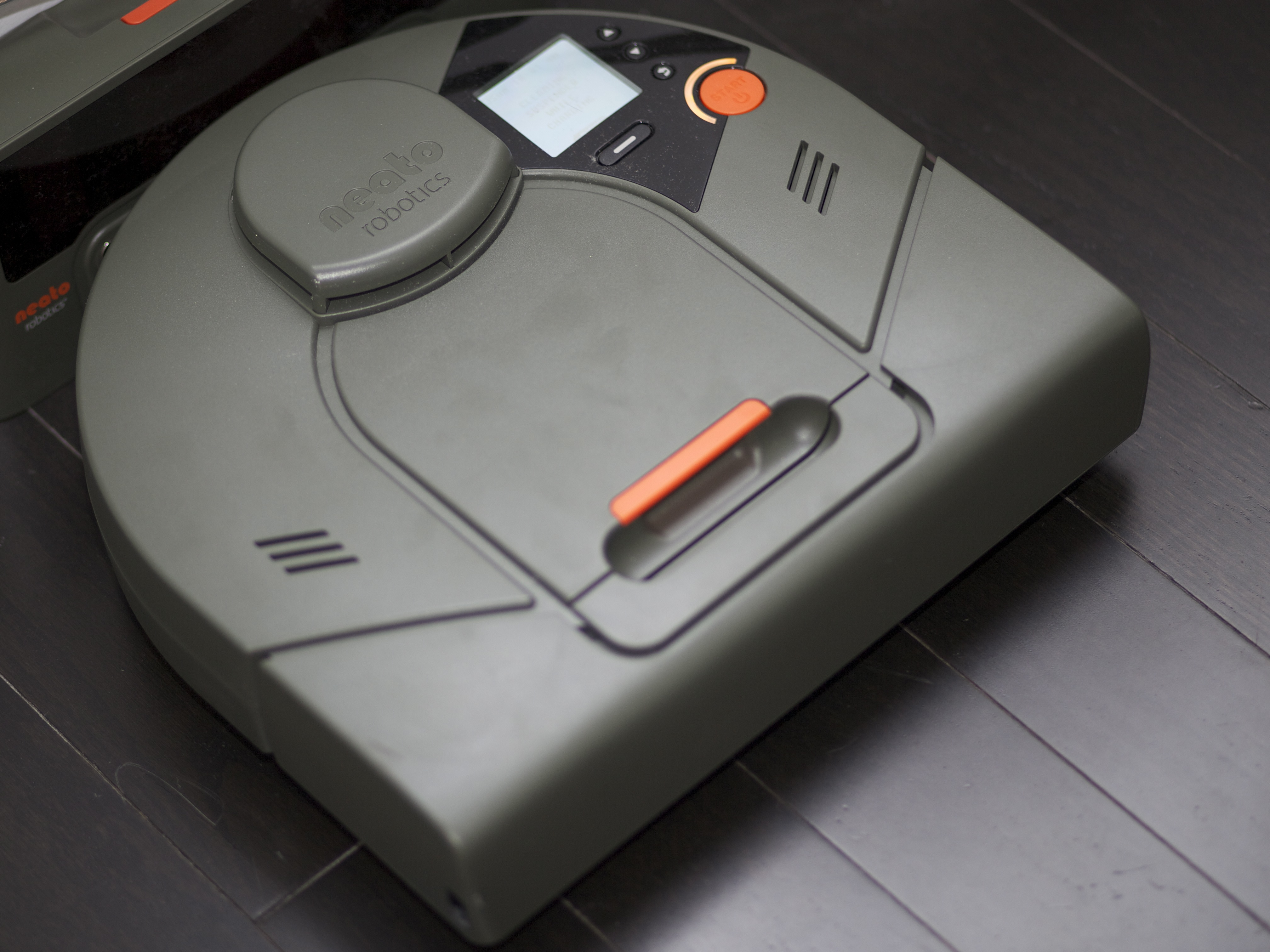
ネイトロボティクスのXV-11（2009年発表）

- ネイトロボティクス（英語: Neato Robotics）は、2009年に同社初のロボット掃除機XV-11の発売を発表した。XV-11は、世界初のDシェイプの製品であり、世界初のLiDAR SLAM搭載機種となった。
- サムスン電子（朝鮮語: 삼성전자）は2011年にTango View VC-RL87Wを北米で発売した。他社先発商品と同じく遠隔操作で屋内を撮影できる。カメラだけではなく撮影用にスポットライトとマイクも搭載された。
- フォアベルク（ドイツ語: Vorwerk）は、投資先のネイトロボティクス（英語: Neato Robotics）が生産するロボット掃除機XV-11に独自の改良を施し、同社のロボット掃除機コーボルト（ドイツ語: Kobold）VR100として、2011年からドイツ国内での販売を開始した。
- エコバックス（中国語: 科沃斯）は2010年に、世界初の自動ゴミ収集機能付きロボット掃除機を発売した。

日本企業では、2007年12月にバンダイの子会社であるシー・シー・ピーが「SO-Zi プレミアム」の販売を開始し、2011年9月（9月9日）にはその機能向上版の「LAQULITO　ラクリート」が代替機種として発売された。
シャープは2012年6月に、会話機能がある「ココロボ（COCOROBO）」を2機種発売。ココロボは独自開発した人工知能搭載で、ゴミの量が満杯になると「苦しいわ」、キレイにしてと話しかけると「わかった」、段差があると「おっとっと」、充電不足になると「助けて」などと告知する。プラズマクラスターが搭載されている機種や、本体内蔵カメラが撮影した室内写真を外出先からスマートフォンで確認できる機種もある。日本語の標準語でだけでなく、関西弁、モデルによっては英語、中国語にも対応し、ココロボは世界市場に向けて発売された。
世界では、米国企業としてはシリコンバレーに本社のあるNeato Robotics社、サンフランシスコに本社があるシャーパーイメージ社などがロボット掃除機を出している。家事に熱心で卓越した主婦（「スーパー主婦」）が多く、厳格な第三者商品テストが盛んなドイツでは、フォアベルク社の製品が主婦の支持率No.1を誇っている。韓国系企業の製品としては、LGの「Roboking」（日本では「ホームボット」という製品名）、マミロボット、モニュエルなどがある。台湾系企業の掃除ロボットは、世界各国の企業からOEM生産の受注という形で（台湾の生産会社の名は伏せた状態で）、比較的安価な掃除ロボットが非常に多種類　（台湾の社名が伏せられた状態で）開発・大量生産され、世界各国に向けて出荷されている。台湾の著名な会社のものとしては、Unihan社の「PEGATRON」、台湾AGAiT（ASUS系）もある。

#### 日本
日本の家電メーカーは、「家庭用ロボット掃除機は狭小な家屋事情などから需要が見込めない」と考えて、商品化を見送ってきた経緯があり、従来の掃除機製造とは余り関係のない企業がロボット掃除機の研究開発に熱心だった。しかし、日本の家屋面積は米国、カナダなど大陸先進国より狭いものの、英国、ドイツなど西欧諸国とは余り変わらず、「日本の家屋事情の狭さ」というのは余り根拠がない。しかも近年のマンションはバリアフリー化が進んだことや、リビングが広く取られるようになったことなどが追い風になり、日本でも着実に家庭用ロボット掃除機は売れており、各大手企業は戦略転換を求められている。
業務用ロボット掃除機では、富士重工業（現・SUBARU）などが2001年、世界初のオフィス清掃ロボットの実用化に成功しているものの（後述）、家庭用ロボット掃除機の国内市場では、2013年時点でiRobot社のルンバがおよそ7割のシェアを握っている。
日本が出遅れた理由
掃除機の小型化、センサー技術、自動走行などの技術は日本企業の得意分野なのに、なぜ先を越されたかというと、新しいロボットを世に送り出してそのロボットが何か問題を起こした時のための新しいルール作りを、（米国企業とは違って）日本企業はできない体質であり、「100%の安全確保ができない」と考えてしまうからだという。具体例でいうと「仏壇にぶつかってロウソクが倒れて火事になるかもしれない」などと日本の某メーカーの担当者は説明したという。こんな発想をしていては出遅れるのも当然で、なぜそういう（リスクからひたすら逃げ回るような）発想をしていてはいけないのかについて、藤井敏彦は次のように分析している。「米国企業が『自動車』という新しい商品を世に送り出した時には、それが走るのは道路の右側か左側かというルール決定に始まり、事故が起きた時の保険まで含めて様々なルールを同時に作り上げていった。こういう社会的仕組み作りの必要性は、掃除ロボットという新しいジャンルの商品でも全く同じ」とした上で、「日本メーカーはそういう新しい社会的ルール作りまでして商品を世に送り出す力量がなかった」と言っている。彼が分析するに、日本のメーカーがやってきたことは、既に（他国で社会的ルールも含めて）確立した、既存の製品やサービスを洗練（細部の改良）することに過ぎず、商品や技術についての努力しかできず、社会的ルールづくりも含めてリードができないような企業体質では、世界市場で出遅れてしまう、という。
日本市場での歴史
- エレクトロラックス（スウェーデン語: Electrolux）は、2002年（平成14年）10月に駐日スウェーデン王国大使館が開催したスウェディッシュスタイルin東京で、前年から欧州で販売していたロボット掃除機トリロバイトを展示した。また、当時提携していた東芝が同年同月からトリロバイトを販売すると発表した。2018年3月には、日本法人を通じて新製品ピュア・アイ・ナイン（PUREi9）を発売した。
- アイロボット（英語: iRobot）にとって、日本は米国市場以外では初めてルンバを販売した国であり、2002年（平成14年）12月からプライム、2003年（平成15年）3月からはタカラ（現・タカラトミー）、2004年（平成16年）4月からはセールス・オンデマンド、2017年（平成29年）4月からはアイロボットの日本法人アイロボットジャパンと引き継がれ販売されている。
- エボリューション・ロボティックス（英語: Evolution Robotics）は、代理店であるオークローンマーケティングを通じ、2011年（平成23年）10月に床拭きロボット掃除機ミントを発売した。翌年、エボリューション・ロボティックスがアイロボットに買収されたことから、ミントの取り扱いはアイロボットの代理店であるセールス・オンデマンドに移り、2014年（平成26年）からブラーバと名を変えて再発売された。
- 東芝グループ（当時）は、エレクトロラックスのトリロバイトの販売不振で撤退していたロボット掃除機の新製品スマーボを2011年（平成23年）10月に発売した。日本の住宅に特化したとしていたが、サムスン電子（朝鮮語: 삼성전자）のOEM（相手先ブランドによる生産）だった。2014年（平成26年）9月には、自社開発・自社生産の「トルネオ ロボ」を発売した。「トルネオ ロボ」は掃除機本体が集めたゴミを自動で吸い取る充電台兼用のダストステーションが付属する。充電台兼用のダストステーションは業界初としている。
- シャープは2012年6月にロボット掃除機ココロボ（COCOROBO）を発売した。ユーザーとのコミュニケーション機能がユーザーがロボットを受け入れる重要な要素という観点から、コミュニケーション・インターフェイスを搭載した。

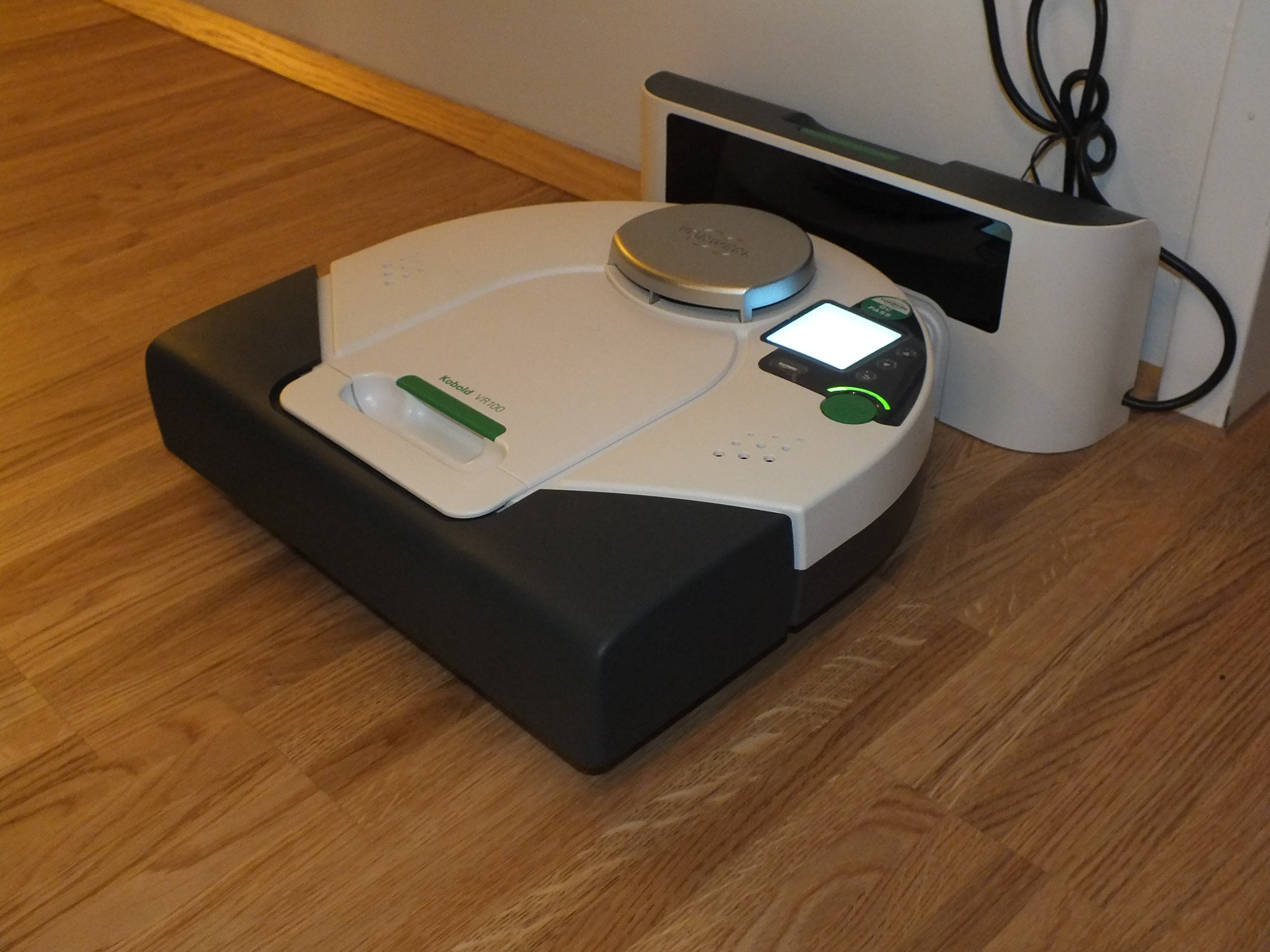
フォアベルクのコーボルトVR100（2011年発表）

- フォアベルク（ドイツ語: Vorwerk）の日本法人のフォアベルク日本は、同社のロボット掃除機コーボルト（ドイツ語: Kobold）VR100を、2013年（平成25年）1月15日から発売すると発表した。
- ダイソン（英語: Dyson）は2014年（平成26年）9月4日に東京で、ロボット掃除機への参入と、初めての市販ロボット掃除機となるダイソン360アイを、世界に先駆けて日本市場で2015年（平成27年）春に発売すると発表した。その理由についてジェームズ・ダイソン卿は「日本の消費者は技術を重視する」ことをあげ、発売までの試用実験も日本で行われた。実際の発売は予定よりも遅れて2015年（平成27年）10月23日となったが、日本市場先行販売に変更はなかった。
- パナソニックはロボット掃除機RULO（ルーロ）MC-RS1を2015年（平成27年）に発売した。同社初のロボット掃除機で、「ルーローの三角形」に基づいた独自の本体形状とした。また、2019年（平成31年）には、床拭きロボット掃除機ローラン（Rollan）を発売した。
- 日立グループは、ロボット掃除機市場への参入と、ロボット掃除機ミニマル（minimaru）の2016年（平成28年）11月19日発売を発表した。本体の直径を25センチメートルとすることで家具の間など狭い所に入りやすくしたとしている。
- ネイトロボティクス（英語: Neato Robotics）は、日本法人を通じネイト・ボットバック・コネクテッド（英語: Neato Botvac Connected）を2016年11月に発売した。
- レイコップ（朝鮮語: 레이캅）の日本法人レイコップ・ジャパンは、2019年（平成31年）3月から床拭きロボット掃除機RAYCOPミズロボを発売すると発表した。床のアレル物質や細菌を90％以上除去するとしている。
- シャオミ（中国語: 小米科技）の関連会社ロボロック（中国語: 石头科技）は、ソフトバンクの関連会社SB C&Sを代理店として、ロボロック エスロク（Roborock S6）を2019年（令和元年）10月18日に発売した。AIのアルゴリズムはルンバより優れているとしている。

### 業務用
- ケルヒャー（ドイツ語: Alfred Kärcher）は1996年にロボット床面洗浄機「BR 700 Robot」を開発した[88]。2018年には新たに開発されたロボット床面洗浄機「KIRA B 50」を発表した[89]。
- IS Robotics（現・アイロボット・英語: irobot）は、SCジョンソン・ワックス（当時・英語: SC Johnson Wax[90]）[91]から資金提供を受け[92]、業務用の床用ロボット掃除機ネックスゲン（英語: NexGen）を1997年に開発した[92]が、SCジョンソン・ワックスの大口取引先である清掃業者から、ロボットに商機が奪われると反発され製品化に至らなかった[93]。
- 村田機械は、2016年から自律走行式ロボット床面洗浄機「Buddy」を日本国外で販売すると発表した[94]。同機は、アマノが製造する「SE-500iX」をリバッジした製品で、両機とも村田機械が開発した自律移動走行制御システムを搭載している[94]。

#### 日本
日本市場で最初に製品化されたロボット掃除機（家庭用含む）は、富士重工業と住友商事が2001年4月に実用化に成功した「ロボットによる清掃システム」（業務用）であり、世界初のオフィス清掃ロボットとして晴海トリトンスクエアに導入された。このロボットは自らが夜間エレベーターを操作・乗降して清掃するもので、清掃性能や安全性、コストメリットが認められ「今年のロボット大賞2006 経済産業大臣賞」を受賞している。又2009年には清掃性能のアップや小型化などを実現し、中規模程度のビルでもコストメリットが得られる「オフィスエリア清掃ロボットシステム」を実用化した。
日本市場での歴史
- 東芝は1986年（昭和61年）に洗浄式ロボット床面掃除機「AS-100」を発売した。
- オートマックスは1990年（平成2年）に吸塵式ロボット床面掃除機「AXV-01」を実用化した。
- 三洋電機は、1990年（平成2年）にロボット掃除機「CR-4」を、1992年（平成4年）には電車車両清掃ロボットを開発した。
- 松下電器産業（現・パナソニック）は、1993年（平成5年）に東京国際空港にロボット掃除機「MC-X100」を納入した。2018年（平成30年）7月からは、ロボット掃除機「RULO Pro MC-GRS1M」の受注を始めた。製品開発には三井不動産が協力し、2018年（平成30年）3月に開業した東京ミッドタウン日比谷に先行導入された。また、2019年（平成元年）12月にパナソニック産機システムズの取り扱いとして店舗用ロボット掃除機「ルーロ（RULO）MC-GRS810」を発売した。
- フィグラは、自律移動型ロボット掃除機「エフロボ・クリーン」の製造・発売を2009年（平成21年）10月より開始した。「エフロボ・クリーン」は、開発者が前職で1997年（平成9年）まで関わったミノルタの消毒液塗布ロボット試作機「ロボサニタン」の基本機能を継承しており、標準の集塵ユニットを液体塗布ユニットに交換することで、「ロボサニタン」と同様にワックス塗布にも用いることもできる。
- アマノは、2014年（平成26年）3月28日に同社初の自律走行式ロボット床面洗浄機「SE-500iX」を、2015年（平成27年）9月28日には同じく同社初の自律走行式業務用ロボット掃除機「アールシーディーシー（RcDC）」を発売した。「SE-500iX」に搭載の自律移動走行制御システムは、村田機械が開発した。「アールシーディーシー」は、シャープから製品供給を受けた。
- マキタは、ロボットクリーナ「RC200DZ」の発売を2015年（平成27年）10月29日に発表した。吸塵式のロボット掃除機で、提携しているシャープと共同で開発された。
- 中西金属工業はスイスのクリーンフィックス（ドイツ語: Cleanfix Reinigungssysteme）と法人向け自走式自動床洗浄機「RA 660 Navi」の日本国内での独占販売契約を2016年（平成28年）に結び、「ロボクリーパー」の商品名で販売を始めた。
- CYBERDYNEは吸塵式ロボット掃除機「MB-CL2」を2018年（平成30年）3月から発売すると発表した。CYBERDYNEは2015年（平成27年）に富士重工業（当時）からクリーンロボット事業を譲受している。
- Diverseyは代理店を通じて自律走行可能なロボット型床洗浄機「タスキ・スインゴボット2000（英語: TASKI SWINGOBOT 2000）」を2018年（平成30年）3月に発売した。買収したIntellibot Roboticsが開発した自動運転技術を搭載している。
- ソフトバンクロボティクスは、自律走行可能なロボット型床洗浄機「RS26 powered by BrainOS」を2018年（平成30年）8月に発売した。Intelligent Cleaning Equipment（中国語: 国邦清洁设备）の有人床洗浄機に、ブレイン（英語: Brain）が開発した自動運転技術を搭載した。実際に自律無人走行させる場合は追加料金の支払いが生じる。2019年（平成31年）2月には、ソフトバンクと共同で吸塵式ロボット掃除機「ウィズ（Whiz）」のリースを始めた。運用にはLTE通信が必要なため、別途携帯電話回線契約が必要となる。
- アヴィドボッツ（英語: Avidbots）は、2018年（平成30年）10月から関西国際空港にロボット床洗浄機「ネオ（英語: Neo）」が導入されたと発表した。
- 日本信号は、2018年（平成30年）11月に洗浄型清掃ロボット「クリナボ（CLINABO）」を、2020年（令和2年）5月にはCYBERDYNEから製品供給を受け吸塵型清掃ロボット「クリナボ（CLINABO）CL02」を発表した。
- テナント（英語: Tennant）は、日本法人を通じロボット型床洗浄機「T7AMR」を2019年（令和元年）に発売した。ブレイン（英語: Brain）が開発した自動運転技術が搭載されている。
- オムロンは、清掃、警備、案内をする1台3役の「複合型サービスロボット」を開発し、2020年（令和2年）5月から提供を開始すると発表した。自社開発、日本国内生産としている。
- アマノとPreferred Roboticsは共同で、AIで自律移動する小型床洗浄ロボット「HAPiiBOT」（ハピボット）を開発。2022年10月1日、アマノが発売する。

## 水泳プール用

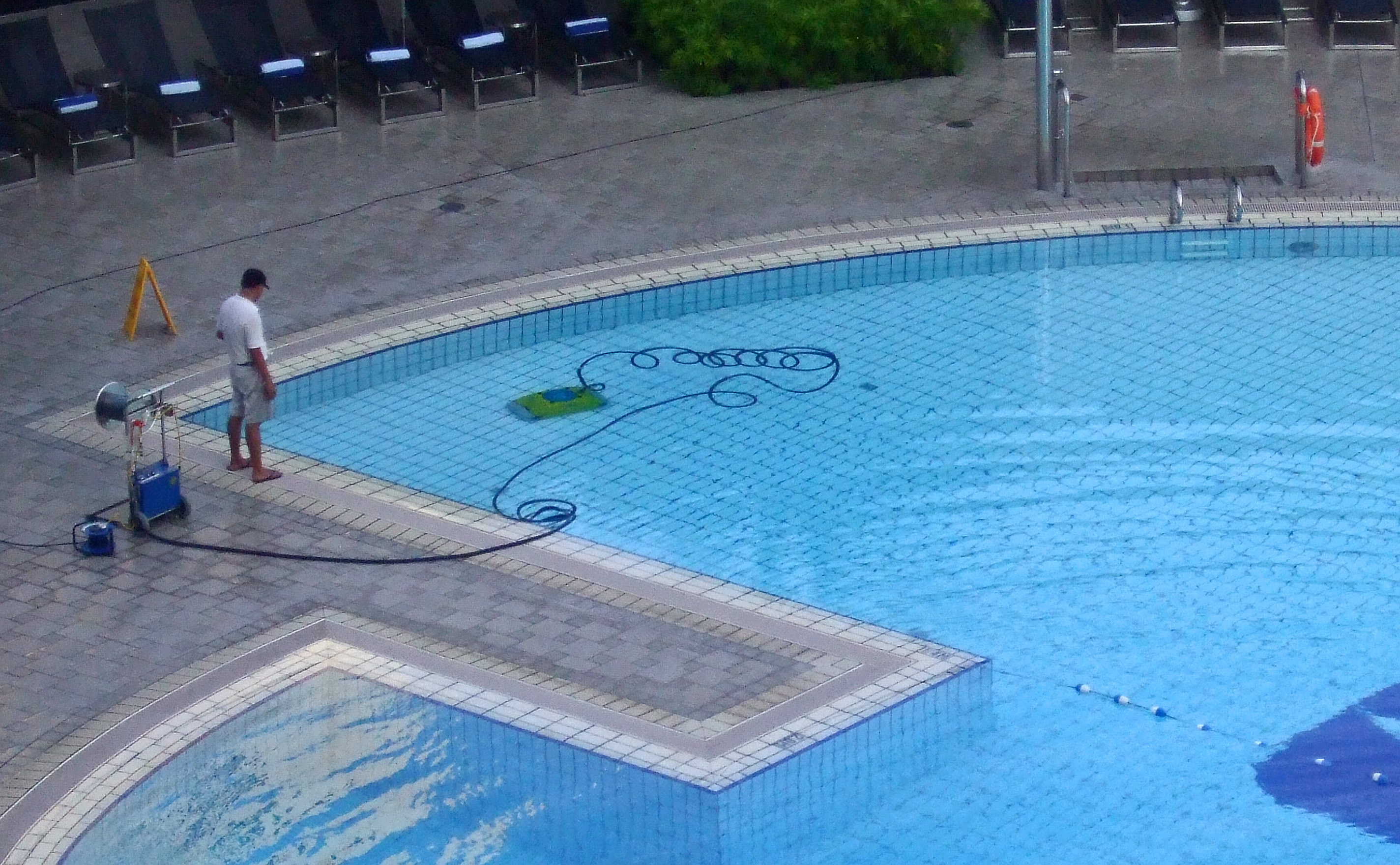
プール用ロボット掃除機

水中やプールサイドの清掃を行う水泳プール用ロボット掃除機は、ランダムに動く機種や、規則的にジグザグ走行する機種がある。海外企業では米Pentair社の「クリーピークラウリー」、仏ゾディアック社の「サイバーノートNT」など数多い。米国ではプールの数が多くその数400万ともいわれており、プールクリーナーメーカーも30社～50社近くある。
- Aqua Productsは1982年にAquabotを発表した[136]。「最初の水泳プール用ロボット掃除機」としている[137]。Aqua Productsは2011年にフィルドラ（スペイン語: Fluidra）[138]に買収された[139]が、ブランドは維持されている[140]。
- Maytronics（ヘブライ語: מיטרוניקס）は1983年に水泳プール用掃除機ドルフィン（英語: Dolphin）[141]を発売した[142]。商用として最初の水泳プール用ロボット掃除機としている[142]。

- 3S Systemtechnik（現・Mariner 3S）は1997年に、電子コンパスを搭載し、ほぼ完全な自動洗浄を可能としたmariner 3S navigatorを発売した[143]。
- アイロボット（英語: iRobot）は、2007年に水泳プール用ロボット掃除機Verroを発売した[144]。Verroは、Aquabotを製造するAqua ProductsのOEM（相手先ブランドによる生産）だった[144]。2013年には自社で開発したMirraを発売した[145]。

### 日本
- 四柳は、2006年（平成18年）に水泳プール用ロボット掃除機ハイパーロボMRX-06を発売した[146][147]。四柳は、日本のプール・クリーナー市場でトップシェア[146]かつ唯一の国内製造メーカーだとしている[148]。
- Zucchetti Centro Sistemiは、2015年（平成27年）に代理店を通じてニモ（イタリア語: NEMH2O）を発売した[149]。

## 窓ガラス掃除用
窓の上を自動走行して、汚れなどを清掃する窓ガラス用ロボット掃除機は、日本企業では浦上技術研究所が「壁面吸着自走式ブラストロボット」を世界に先がけて開発し、「壁面吸着自走式超高圧ウォータジェットロボット」など、多数の応用製品を開発している。製品群名は「U-ROBOT」という。他に金沢工業大学が1998年に開発した窓掃除ロボット、未来機械社の「WallWalker」などがある。
- HOBOT Technology（中国語: 好樣科技）は2010年に、窓ガラス用ロボット掃除機Winbot-68を開発した[152]。
- エコバックス（中国語: 科沃斯）は2011年に、「世界初の市販窓ガラス用ロボット掃除機[注釈 6]」WINBOT（中国語: 窗宝）を発売した[154][155]。
- 一心グローバル（朝鮮語: 일심글로발）[156]は、「世界初の市販窓ガラス用ロボット掃除機」WINDORO（朝鮮語: 윈도로）を韓国で発売した[157]。一心グローバル社長のリュ・マンビョン（朝鮮語: 류만현）[157]は、マイクロファイバーを欧州に輸出する事業で知り合った海外バイヤーから窓ガラス用ロボット掃除機のアイデアを得た[158]。2009年8月に浦項知能ロボット研究所（朝鮮語: 포항지능로봇연구소）に開発を依頼し[159]、同研究所は2010年7月に完成させた[159]。WINDOROと名付けられた窓ガラス用ロボット掃除機は、同年9月の国際コンシューマ・エレクトロニクス展（IFA） [160][161]、翌2011年1月のコンシューマー・エレクトロニクス・ショー（CES）に出品し[159]、2012年3月に韓国市場で発売された[162]。さらに、同年6月にインド[163]、同年7月に日本[164]、同年9月にはドイツおよびイタリアでと[165]、諸外国でも発売された。しかし、開発費捻出による負債から2013年に経営破綻し[158]、残った従業員は在庫を安価で処分した[166]。
- アールエフ（朝鮮語: 알에프）は、同社として初めての窓ガラス用ロボット掃除機であるウインドウメイト（朝鮮語: 윈도우메이트）を2015年3月に韓国内で発売した[167]。2015年9月には日本でも販売が開始された[168][169]。